# ۲+۲

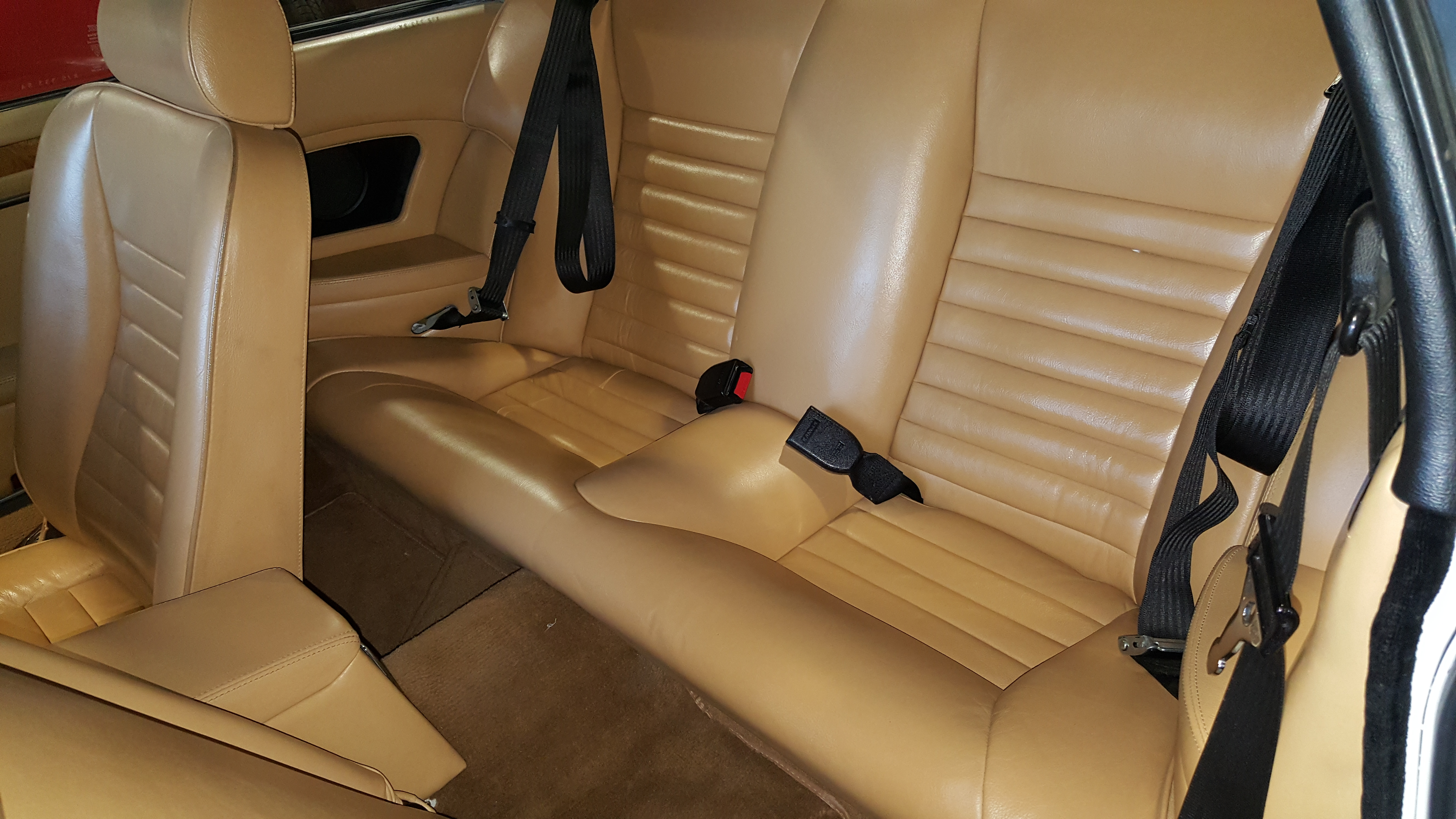
صندلی‌های پشتی جگوار ایکس‌جی‌اس اچ‌ئی کوپه مدل ۱۹۸۲

۲+۲ (انگلیسی: 2+2) یک مدل از خودروهای کوپه است که دارای دو صندلی کوچک در عقب می‌باشد. این صندلی‌ها برای استفاده نوزادان و کودکان مناسب است.